# Shipunov 2A42
El Shipunov 2A42, también llamado 2A42 de 30 mm, es un cañón automático soviético de 30 mm. Es fabricado por la empresa Tulamashzavod.

## Diseño
El 2A42 de 30 mm es un cañón automático con alimentación por cinta doble. Una es para cartuchos HE-T y la otra para cartuchos AP-T . El artillero puede seleccionar dos cadencias de disparo: baja, de 200 a 300 disparos/minuto y alta, de 550 a 800 disparos/minuto. Según su fabricante, el alcance efectivo al atacar blancos terrestres como vehículos ligeramente blindados es de 1.500 m, mientras que los blancos sin blindaje pueden ser atacados a 2.500 m.
Los blancos aéreos con velocidades subsónicas pueden ser atacados a una altitud de hasta 2.000 m y con un alcance de hasta 2.500 m. Además de estar instalado en la torreta biplaza del vehículo de combate de infantería mecanizada BMP-2, también está instalado en los vehículos de combate de infantería aerotransportados BMD-2, BMD-3 y BMD-4, así como en el transporte blindado de personal 8x8 BTR-90 (GAZ-5923). Una pequeña cantidad de estos vehículos han entrado en servicio. Más recientemente, el 2A42 de 30 mm ha sido instalado en una nueva torreta montada sobre el techo del transporte blindado de personal BTR-T, que está basado en un chasis modificado de T-54/T-55.
El cañón también es el armamento principal del BMPT (Vehículo de Combate de Apoyo a Tanques). Además es empleado en diversos proyectos de armamento de varios fabricantes. El 2A42 de 30 mm fue diseñado por la Oficina de Diseño de Instrumentos KBP.

## Munición
El 2A42 dispara el cartucho 30 x 165, introducido en la Unión Soviética en la década de 1970 para reemplazar a los anteriores cartuchos de 30 mm. Otras armas que emplean este cartucho son los cañones automáticos 2A38 y 2A72, montados en diversos vehículos, helicópteros y sistemas antiaéreos, así como en afustes, baterías y contenedores de 1, 2 y 6 cañones a bordo de navíos y aviones. Los 2A42, 2A38 y 2A72 emplean cartuchos con fulminante, mientras que los cartuchos de los cañones navales y aéreos son percutidos eléctricamente, por lo que sus municiones no son intercambiables a pesar de tener un casquillo del mismo tamaño.
Originalmente se desarrollaron en la Unión Soviética tres tipos básicos de munición para los cañones automáticos terrestres: incendiaria de alto poder explosivo, fragmentaria de alto poder explosivo con trazador y antiblindaje con trazador. Más tarde se introdujo un cartucho antiblindaje subcalibre y hoy en día los cartuchos con fulminante 30 x 165 también son producidos en otros países además de la Unión Soviética/Rusia. Los principales tipos de munición son descritos en la siguiente tabla:    
| Designación | Tipo     | Peso del proyectil (g) | Carga explosiva (g) | Velocidad de boca (m/s) | Notas |
| ----------- | -------- | ---------------------- | ------------------- | ----------------------- | --- |
| 3UOF8       | HEI      | 389                    | 49 g                | 960                     | Un proyectil incendiario de alto poder explosivo equipado con la espoleta A-670M. La espoleta produce una demora de 0,15 milisegundos al impactar, mientras que un mecanismo de autodestrucción detona el proyectil luego de 7,5 a 14,5 segundos de vuelo (3.900-5.300 m de distancia de la boca del cañón).                                               |
| 3UOR6       | HE-T     | 385                    | 11.5 g              | 960                     | Proyectil de alto poder explosivo y fragmentación trazador, que emplea la misma espoleta de impacto/autodestrucción A-670M que el 3UOF8. El elemento trazador arde entre 10 a 14 segundos. |
| 3UBR6       | APBC-T   | 400                    | -                   | 970                     | Proyectil macizo con núcleo penetrador romo protegido por una cubierta aerodinámica hueca. El elemento trazador arde por 3,5 segundos. Penetración: Plancha de blindaje de 20 mm de espesor inclinada a 60°, a 700 m Plancha de blindaje de 14 mm de espesor inclinada a 60°, a 1.500 m Plancha de blindaje de 18 mm de espesor inclinada a 60°, a 1.500 m |
| 3UBR8       | APDS     | 304                    | -                   | 1120                    | Un proyectil subcalibre. Sin elemento trazador. Penetración: Plancha de blindaje de 25 mm de espesor inclinada a 60°, a 1.500 m |
| M929        | APFSDS-T | ?                      | -                   | ?                       | Un proyectil subcalibre estabilizado por aletas con elemento trazador de la empresa belga Mecar, con penetrador de aleación de Wolframio. Penetración: 55 mm de acero a 1.000 m, 45 mm a 2.000 m. |

## Plataformas

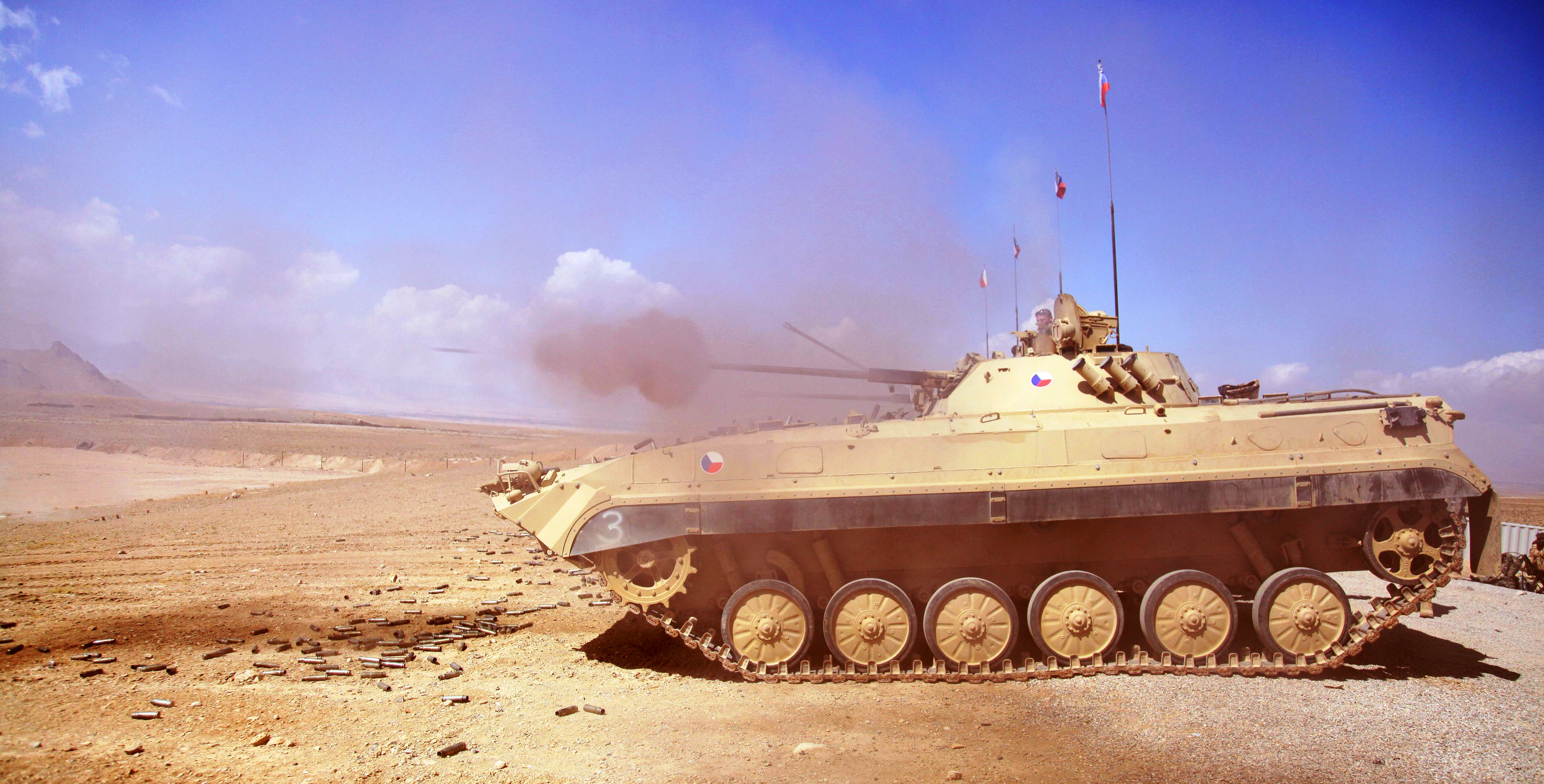
Un BMP-2 de fabricación checa en Afganistán, 2010.

El Shipunov 2A42 ha sido empleado desde la década de 1980 en las siguientes plataformas:
Vehículos de combate de infantería
- 2T Stalker
- BMP-2
- BMP-3
- BMD-2
- BMD-3
- BTR-80A
- BTR-82A
- BTR-90
- BTR-T
- BMPT
- Fahd 280-30
- MT-LB 6MB
- Boragh

Helicópteros de ataque
- Mil Mi-28
- Kamov Ka-50
- Kamov Ka-52
- Kamov Ka-29

## Especificaciones
- Longitud: 3.027 mm
- Peso: 115 kg
- Cadencia de tiro (continuado): 300 disparos/minuto
- Cadencia de tiro (máx): 950 disparos/minuto
- Penetración de blindaje (inclinado a 60°, a 1.000 m de distancia): 18 mm-25 mm
- Velocidad de boca: 880 m/s (AP-T) - 1.120 m/s (APDS)
- Alcance efectivo
  - Blindaje ligero: 1.500 m
  - Blancos aéreos: 3.000 m
  - Blancos terrestres: 2.500 m
- Tipo: Recarga accionada por gas, sistema de alimentación doble
- Calibre: 30 mm
- Munición: 30 x 165 (APDS, AP-T, HE, HEI, HE-T, HETP-T, TP)

## Variantes
- 2A42 – versión estándar.
  - ZTM-2 – producido en Ucrania.[9]
  - GTS-30, GTS-30/A – producido en Eslovaquia, con un freno de boca diferente.[10]
  - GTS-30/N – versión eslovaca que dispara el cartucho 30 x 173 OTAN.
- 2A72 – variante más ligera y simplificada, con menos piezas, un cañón más largo y mayor velocidad de boca, pero con menor cadencia de disparo. Es accionada por retroceso largo.
  - ABM-M30M3 – torreta con mando a distancia fabricada por Impulse-2, para el Uran-9 y otros vehículos blindados.
  - ABM-M30M3 Vikhr – otra torreta con mando a distancia fabricada por Impulse-2.
  - TRT-30 – torreta con mando a distancia.[11]
  - ZPT-99 – En la década de 1990, China importó vehículos de combate de infantería BMP-3 y reintrodujo en servicio este cañón. La versión china del 2A72 fue designada ZPT-99. Es ampliamente utilizado a bordo de los vehículos de combate de infantería chinos.[12]
  - ZTM-1, KBA-2 – producidos en Ucrania.[12]

## Usuarios
Actuales
- Argelia
- China[12]
- Egipto
- Eslovaquia
- Finlandia
- India
- Irak
- Irán
- República Checa
- Rusia
- Serbia
- Siria
- Ucrania
- Vietnam

Anteriores
- Unión Soviética
- Checoslovaquia